# 北襄城郡
北襄城郡，中国南北朝时设置的郡。
南朝齐高帝建元元年（479年）设置宁蛮校尉，同时设置北襄城郡，地属雍州平蠻府。治所在赭阳城（今河南方城县东六里），辖境约当今河南省方城县一带。与中襄城郡、南襄城郡、東襄城郡相区别称之为北襄城郡。永泰元年（498年），北魏夺得北襄城郡，北魏太和二十二年（498年）北襄城郡改为襄城郡。